# 24K
24K är en svensk hiphopgrupp och kriminellt nätverk från Stockholmsförorten Tensta.

## Biografi
Mellan 2013 och 2017 var "Acey" en del av 24K och rappade för gruppen, medan Hamoudy "H" Hamoudy (född 18 maj 1987) skrev texterna. År 2018 ersattes "Acey" av "H" av personliga skäl. Sedan dess har "H" varit den offentliga personen och ansiktet utåt för 24K.
År 2021 släppte 24K singeln 100 som nådde Sverigetopplistan. År 2019 släppte 24K albumet Före min tid som nådde sjätte plats på Sverigetopplistan.

## Album
- 2015 - Livsstil
- 2019 - Före min tid
- 2020 - Före min tid 2
- 2024 - 2024K